# Australisk ridponny
Den Australiska ridponnyn är en hästras av ponnytyp som har utvecklats i Australien. De australiska ridponnyerna är atletiska och avlades fram som ridponnyer för barn, samt för att utmärka sig inom ridsporten. Den australiska ridponnyn är väldigt lik den australiska ponnyn, men dessa två raser är inte ens släkt med varandra. 

## Historia
Under 1920-talet formades den australiska ponnyn som länge var den mest populära ridponnyn för barn i Australien och när reglerna ändrades under mitten av 1920-talet fick barn plötsligt tävla med ponny. De australiska ponnyerna hade fått sin standard satt så sent som 1920 och uppfödarna var inte villiga att ändra på den så snart. 
Under 1950- och 1960-talet hade intresset för ridsport och tävlingar med ponny för barn exploderat så kraftigt att man bestämde sig för att utveckla en egen ridponny, baserat på de många ridponnyer som avlats i Europa och USA som t.ex. den tyska ridponny och den amerikanska ponnyn. 
Under början av 1970-talet åkte många australiska uppfödare till Storbritannien för att köpa och importera Welshponnyer. De ganska nya brittiska ridponnyerna hänförde många av uppfödarna och intresset för att använda dessa i utvecklingen av en egen ridponny ökade. 1973 importerades den första hingsten till Australien. Under samma tid importerades även 2 andra hingstar till Australien. De tre hingstarna som importerades var:
- Aristocrat of Flawforth, den första importen, e: BWLCH Zephyr
- Treharne Talisman, e: BWLCH Valentino.
- The Laird, också e: BWLCH Valentino.

Dessa tre hingstar var alla brittiska ridponnyer som hade blodslinjer av Welshponny, engelskt fullblod och arabiskt fullblod. Aristocrat blev snabbt en publikfavorit under de shower och tävlingar som han ställdes upp i. Men på grund av ren otur dödades Aristocrat av en blixt, innan han hann få något större inflytande på utvecklingen av den australiska ridponnyn, även om han hade fått några avkommor. De andra två hingstarna hade däremot fått många avkommor som ställdes upp i speciell ridponny-klasser på showerna i Melbourne och Adelaide. Detta gjorde att intresset för ponnyn ökade kraftigt och aveln kunde stabiliseras. Ridponnyerna korsades även med mer Welshponny och även engelska fullblod och arabiska fullblod. 
1980 startades rasens första förening, "The Australian Riding Pony Stud Book Society Inc." av en grupp hängivna uppfödare som ville göra reklam för ponnyn. En stambok startades som delades in i fyra olika sektioner, där sektion D var för större ston utan känd härstamning som trots det gav avkommor av rätt standard. Denna sektion ströks sedan ur stamboken. Samtidigt som aveln ökade i hemlandet importerades även fler ridponnyer från Storbritannien, många av dem var championhästar som vunnit stora framgångar. Föreningen spreds och startade kontor över hela Australien. Men 1996 röstades det fram ett förslag om att alla representanterna skulle styras under en enda federal kommitté som skulle anordna alla möten, shower och utställningar för rasen. En standard sattes även för den australiska ridponnyn. 
Idag växer intresset för de australiska ridponnyerna stadigt, även internationellt. Ridponnyenra har utmärkt sig inom ridsporten och är väldigt vanliga på tävlingar i Australien.

## Egenskaper
Den australiska ridponnyn är en typisk tävlingsponny som är atletisk och har goda förmågor inom alla ridsportens discipliner som t.ex. hoppning eller dressyr. Den utmärks av fina rörelser och ett lätthanterligt temperament. När ponnyerna ställs upp i shower och tävlingar måste de alltid vara flätade. 
Idag delas även ponnyerna upp i två typer, "Show Pony" och "Show Hunter". Show Pony är en elegant lite mindre och lättare typ av ponny medan huntern är något kraftigare. Show Pony-typerna får ofta gå igenom ett prov innan de kan registreras där det krävs att de kan hoppa. Huntern behöver inte hoppa men måste visa upp en felfri galopp. Hunterponnyn har oftast en rak nosprofil medan Showponnyn har en lätt inåtbuktande nosprofil. 
De båda typerna har en gemensam standard. Huvudet visar det arabiska inflytandet, samtidigt som pannan är platt. Ögonen ska visa intelligens och vara mörka och stora. Nacken är lång och lätt böjd. Ryggen är kort men väl musklad och rörelserna ska vara långa och utan höga knärörelser. Ponnyerna blir ca 125-145 cm men får aldrig överstiga 148 cm. De förekommer i alla hela färger, t.ex. brun, skimmel, bork, fux eller svart. Black är tillåtet men är väldigt ovanligt hos denna ras. Tigrerad och skäck är förbjudet. 